# Zagłębie Sosnowiec (Eishockey)
Zagłębie Sosnowiec ist eine polnische Eishockeymannschaft aus Sosnowiec, die 1934 gegründet wurde. Die dem gleichnamigen Sportverein angehörende Eishockeyabteilung spielt seit 2018 erneut in der Ekstraliga.

## Geschichte

Ehemaliges Logo des Klubs

Die Eishockeyabteilung von Zagłębie Sosnowiec wurde 1934 gegründet. Ihre mit Abstand erfolgreichste Zeit hatte die Mannschaft Anfang der 1980er Jahre, als sie innerhalb von sechs Jahren fünf Mal den polnischen Meistertitel gewann. In der Folgezeit blieb die Mannschaft eine feste Größe in der Ekstraliga, konnte jedoch bislang nicht an die früheren Erfolge anknüpfen. Nach der Spielzeit 2012/13 zog sich das Team aus der Ekstraliga zurück und trat die beiden folgenden Jahre in der zweitklassigen I liga an. In der Spielzeit 2015/16 spielt der Klub wieder in der Ekstraliga, zog sich dann aber erneut in die I liga zurück. Seit 2018 spielt die Mannschaft wieder in der höchsten Spielklasse, wo sie sich im ersten Jahr über die Playouts halten konnte.

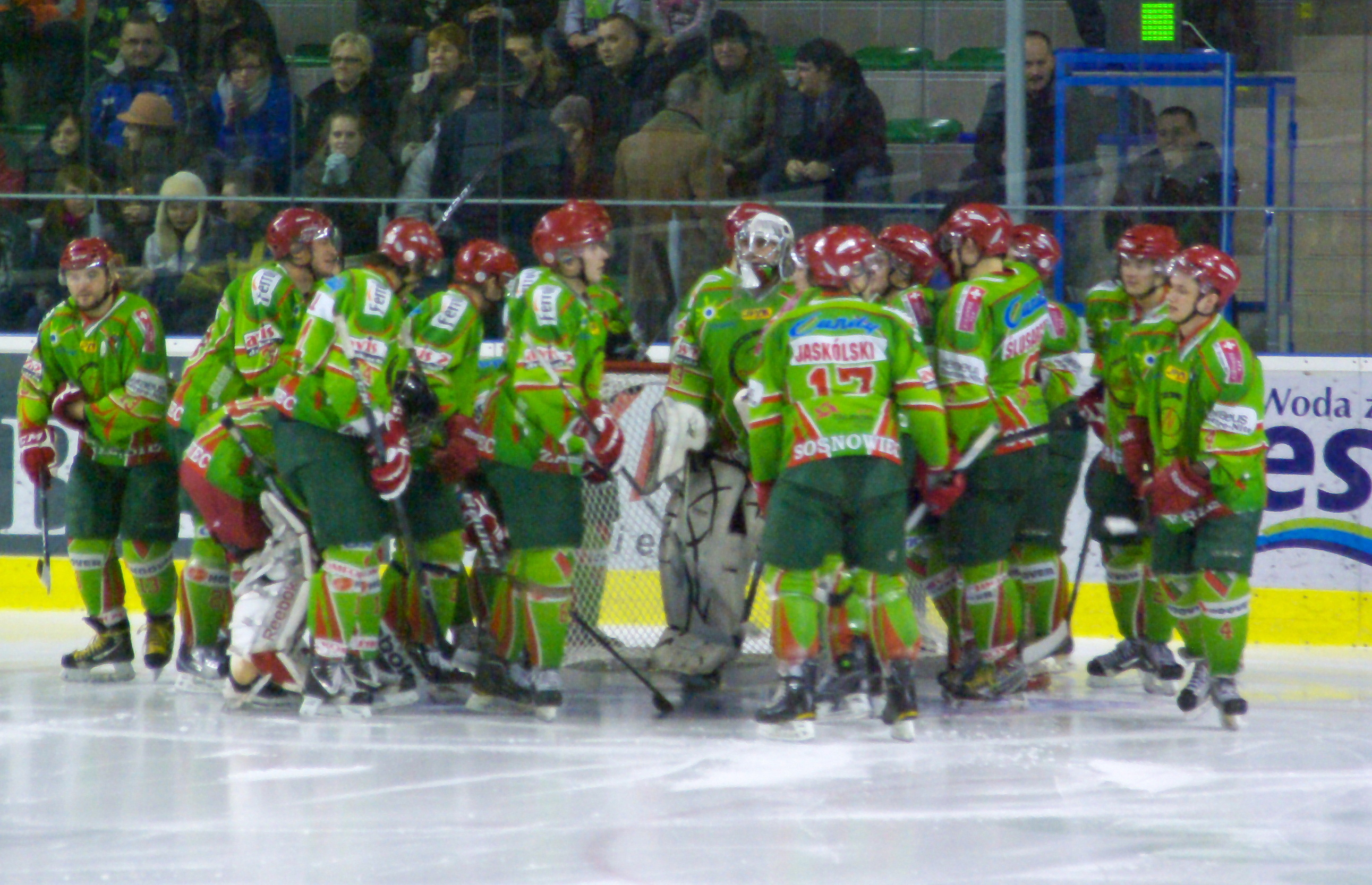
Zagłębie Sosnowiec (2012)

## Erfolge
- Polnischer Meister (5×): 1980, 1981, 1982, 1983 und 1985

## Bekannte Spieler
- Adam Borzęcki
- Teddy Da Costa
- Rafał Radziszewski